# 3742 Саншайн
3742 Саншайн (3742 Sunshine) — астероїд головного поясу, відкритий 2 березня 1981 року.
Тіссеранів параметр щодо Юпітера — 3,424.